# 小青阳口站
小青阳口站位于甘肃省永昌县小青阳口乡，是兰新铁路的一座火车站，等级为五等站，距兰州站431公里，距乌鲁木齐站1461公里，本站及相邻上下行区间均为电气化区段。本站不办理客货运业务。邮政编码为737207。